# مولادارا

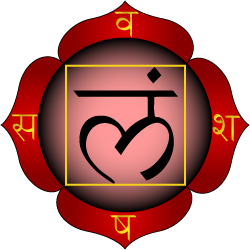
تظهر شاكرا مولادارا وبها أربعة بتلات، تحمل أحرف سنسكريتية، فا - تشا - شا - سا. والصوت الأصل في المركز هو (لام). والتاتفا الأرض (هنا في المخطط التفصيلي) هو المربع الأصفر.

مولادارا (بالسنسكريتية: मूलाधार)‏ وهي شاكرا تتمثل باللون الأحمر حسب التنترا الهندوسية بالرغم من شكل جذره المربع يكون عادة بالأصفر.

## الوصف

### الموقع
يقال بأن مكان شاكرا مولادارا هو عند نهاية قاعدة العمود الفقري ومجاورة للضفيرة العصعصية [الإنجليزية] تحت العجز، في حين يقع الكشترام وهي نقطة نشاط الشاكرا في منطقة العجان. وهي ما بين فتحة الشرج وغدة البروستاتا لدى الرجال/ وبين فتحة الشرج وفتحة المهبل لدى النساء.

### المظهر
كما هو موضح فإن مالادارا أشبه بزهرة اللوتس صفراء مربعة الشكل وتحيط بها 8 براعم ساطعة على الجوانب والزوايا مع 4 بتلات حمر، ويتوسطها فيل أبيض متعدد الأنياب يحمل على ظهره مثلثا مقلوبا ترقد بداخله طاقة كوانداليني في حالة كمون على شكل ثعبان ملتف حول مخروط تعلوه قناة مفتوحة وتستعد لاستقبال أول انطلاق للكونداليني إلى الأعلى.

## الدور
تعتبر شاكرا مولادارا كعجلة الجذر أو مركز الجذر أو الشاكرا الأصل حيث تقع في أسفل العمود الفقري في منطقة العصعص أو مركز الجهاز التناسلي، لذا فهي ترتبط بمركز طاقة الحياة ولونها الأحمر، وهي الأساس المادي للطبيعة المادية. وهي مقر طاقة الكونداليني الكامنة، ومنها تبدأ بالصعود إلى الأعلى. وترتبط طاقة مولادارا بعنصر الأرض وطاقة الأملاح المعدنية وترتبط ارتباطا أساسيا بحاسة الشم.
السمات الصحية للمولادارا هي التمتع بالصفات التالية: الرسوخ والشعور بأنك شخصية محورية والشعور بالحيوية والثقة بالنفس والتصميم والمثابرة والطموح والالتزام بالمسئوليات. وفوق ذلك فيمكن لجسمه التخلص من الأمراض ومقاومتها، وتمكن روحه الداخلية من تحقيق السعادة الكاملة. لذا فالشاكرا مرتبطة بقوة جسدنا وحيويته، فإن شعت الشاكر باللون الأحمر فهذا دليل على شخص نشيط ومليء بالحياة، أما اعتلال الشاكرا فإن اللون الأحمر يضعف ويعاني الجسد من نقص في هذا اللون مما يعاني الجسد من تعب دائم.

## الارتباط مع الجسد
تقع شاكرا مولادارا في قاعدة العمود الفقري وهي مرتبطة كذلك مع العجان وقريبة من فتحة الشرج. وبما أنها مرتبطة بحاسة الشم فإنها ترتبط مع الأنف، وبما انها مرتبطة بالإفرازات فإنها ترتبط مع فتحة الشرج.